# Chiesa di San Vincenzo (Castellammare di Stabia)
La chiesa di San Vincenzo è una chiesa monumentale situata nel centro storico di Castellammare di Stabia ed è sede parrocchiale.

## Storia
Il canonico Angelo Cannavacciuli acquistò un suolo paludoso nei pressi della chiesa di Santa Maria dell'Orto, dai coniugi Angela Maria Ciuffi e Catello Troiano, con lo scopo di costruire una chiesa da donare poi al comune di Castellammare di Stabia, in modo tale da permettere la pavimentazione e l'illuminazione della strada sulla quale il tempo si affacciava. La prima pietra fu posta dal vescovo Francesco Petagna il 23 gennaio 1859 e fu completata nel 1868, con la solenne consacrazione avvenuta il 1º agosto dello stesso anno: il tempio fu dedicato a San Vincenzo Ferreri. La chiesa fu affidata ai frati minori conventuali il 2 agosto 1953 e nel novembre dello stesso anno venne elevata a parrocchia, riconosciuta poi dal governo italiano il 20 aprile 1960. Importanti lavori di restauro si sono tenuti nel 1964 e alla fine degli anni novanta del XX secolo.

## Struttura
La chiesa è preceduta da un sagrato protetto da un cancello in ferro e l'accesso è consentito tramite tre scalini. La facciata, che si rifà ad un tempio greco, è divisa in due da una trabeazione sulla quale è riportata la scritta:
La parte inferiore della facciata, in stile dorico-romanico, è caratterizzata da un vestibolo formato da due pilastri esterni che si addossano agli edifici posti lateralmente alla chiesa e due colonne centrali; il portale d'ingresso, in legno, sormontato da una grossa mensola decorata a stucchi, è posto tra due nicchie che contengono rispettivamente la statua di San Pietro e di San Paolo; inoltre sui muri laterali, sono poste tre lapidi in marmo che ricordano il Concilio Vaticano II, il relativo giubileo del 1966 e il centenario della fondazione della chiesa. La parte superiore è in stile ionico e termina a timpano: al centro si trova un affresco che raffigura San Vincenzo tra le nuvole, affiancato da due angeli.
L'interno della chiesa, in stile neoclassico, con notevoli stucchi del XX secolo, è forma di croce latina, a navata unica, con volte a botte, la quale è affrescata con tre opere raffiguranti il vescovo Petagna che pone la prima pietra, la nascita di San Vincenzo e la risurrezione di un suo compagno; altre undici opere di Luigi Scorrano, con tema i miracoli di San Vincenzo, sono sparse nelle cappelle e lungo la navata. Un'unica cappella è su entrambi i lati: quella della parte destra è dedicata alla Madonna, con la statua della Vergine e lateralmente, nelle due nicchie, una statua di San Giuseppe e una di San Gaetano, mentre quella di sinistra è dedicata a al Sacro Cuore di Gesù, con al centro la statua del Cristo e lateralmente le statue di San Francesco di Paola e di Sant'Antonio di Padova. Appena superato l'ingresso, su entrambi i lati, due nicchie ospitano rispettivamente le statue di Maria Addolorata con un Cristo schiodato e quella di San Francesco d'Assisi. Altre due cappella sono realizzate alle estremità del transetto: a destra è posta la statua del 1892 dell'arcangelo Gabriele e due affreschi che raffigurano scene della vita di San Vincenzo, mentre a sinistra è la cappella dedicata a San Vincenzo, con la statua del santo, opera di Salzano e due quadri che raffigurano San Massimiliano Kolbe e San Giuseppe da Copertino; su questo lato, si apre la porta che da alla piccola sagrestia e sulla quale è posto una tavola della Madonna del Rosario di Pompei.
La zona dell'altare maggiore, a forma absidale, è caratterizzata dalla tela di Giuseppe Maria Mancinelli, del 1865, che raffigura la Madonna del Parto, con la Vergine che sostiene per le braccia il piccolo Gesù. Di notevole interesse la zona del tabernacolo che presenta due altorilievi raffiguranti Mosè ed Elia ed altri tre che raffigurano Gesù che spezza il pane dopo la resurrezione, il Calvario e Melchisedec nell'atto di offrire pane e vino ad Abramo; sulla porta del tabernacolo, in argento, è Cristo e gli apostoli, durante la trasfigurazione. Due affreschi decorano l'abside: uno di Italo Iovine che ritrae l'arrivo a Tolosa di San Vincenzo e l'altro di Luigi Achille che mostra San Vincenzo durante il concilio di Costanza. La chiesa è dotata di un organo risalente al 1894, dotato di oltre mille canne. Accanto alla chiesa, un campanile a pianta quadrata, con due campane del 1889 e 1892, di cui una rifusa nel 1997 a seguito dei danni subiti dal terremoto del 1980.